# George Demetrescu-Mirea
 (septembre 2018).
Si vous disposez d'ouvrages ou d'articles de référence ou si vous connaissez des sites web de qualité traitant du thème abordé ici, merci de compléter l'article en donnant les références utiles à sa vérifiabilité et en les liant à la section « Notes et références ».
George Demetrescu-Mirea né en 1852 à Bucarest où il est mort en 1934, est un peintre roumain.